# Max Amann
Max Amann (1891 - 1957) va ser un polític, periodista i militar nazi amb el càrrec honorari de SS-Obergruppenführer.
Amann va néixer a Múnic el 24 de novembre de 1891, i durant la Primera Guerra Mundial va ser el sergent d'Adolf Hitler. Amann va perdre un braç en un atac amb granades. Es va afiliar al Partit Nacional Socialista dels Treballadors Alemanys (NSDAP), el partit nazi l'octubre de 1921. Va esdevenir el seu president un any després. Designat Reichsleiter, el 1933 va esdevenir president de la Reichspressekammer o la Cambra de la premsa del Reich i va esdevenir el més gran editor de premsa d'Alemanya durant el nazisme, per l'expropiació i tancaments forçats dels diaris no prou adictes a Hitler. Va dirigir l'editorial Eher-Verlag, que editava entre d'altres el Völkischer Beobachter, el diari més llegit durant la dictadura, i la revista de les SS Das Schwarze Korps. Amann va convèncer Hitler per canviar el títol inicial del seu llibre, Quatre anys i mig de lluita contra les mentides, l'estupidesa i la covardia, pel títol definitiu Mein Kampf (La meva lluita), que fou una important font d'ingressos per l'editorial.
Detingut per les tropes aliades després de la guerra, Amann va ser condemnat el 8 de setembre de 1948 a deu anys en un camp de treball, però va ser alliberat el 1953. Va perdre les seves propietats i els drets de pensió, i va morir en pobresa el 30 de març de 1957, a Múnic.